# Псалом 45
Псалом 45 (у масоретській нумерації — 46) — сорок п'ятий псалом Книги псалмів. Латинською мовою знаний як «Deus noster refugium et virtus». Авторство псалому приписується синам Кораха. 
Псалом є регулярною частиною єврейської, католицької, англіканської та протестантської літургій. На думку Сперджена, псалом 45 називають «піснею святої впевненості»; він також знаний як «псалом Лютера», оскільки Мартін Лютер написав свій популярний гімн «Ein feste Burg ist unser Gott» («Наш Бог – могутня фортеця»), парафразувавши псалом 45. Гімн Лютера процитовано у багатьох музичних творах, як релігійних, так і світських, включаючи кантату Баха «Ein feste Burg ist unser Gott, BWV 80». Наприклад, Йоганн Пахельбель поклав на музику псалом німецькою мовою, а Жан Філіпп Рамо — латинською. 

## Теми
Згідно Генрі, цей псалом, можливо, був написаний після того, як Давид переміг ворогів стародавнього Ізраїлю з навколишніх земель. Сперджен зазначає, що опис у вірші 1 у єврейській версії Біблії, що закликає грати псалом «на аламоті», може означати або високий музичний інструмент, або голоси сопрано молодих дівчат, які вийшли танцювати на святкуванні перемоги Давида над филистимлянами. «Мідраш Тегелім», однак, тлумачить слово аламот (івр. עלמות) як «приховані речі», які Бог робить для свого народу. Псалом славить Бога за те, що він є джерелом сили та спасіння у часи біди. Посилання на «ранок» у 5 вірші стосується Авраама, який вставав на світанку, щоб помолитися Богу.

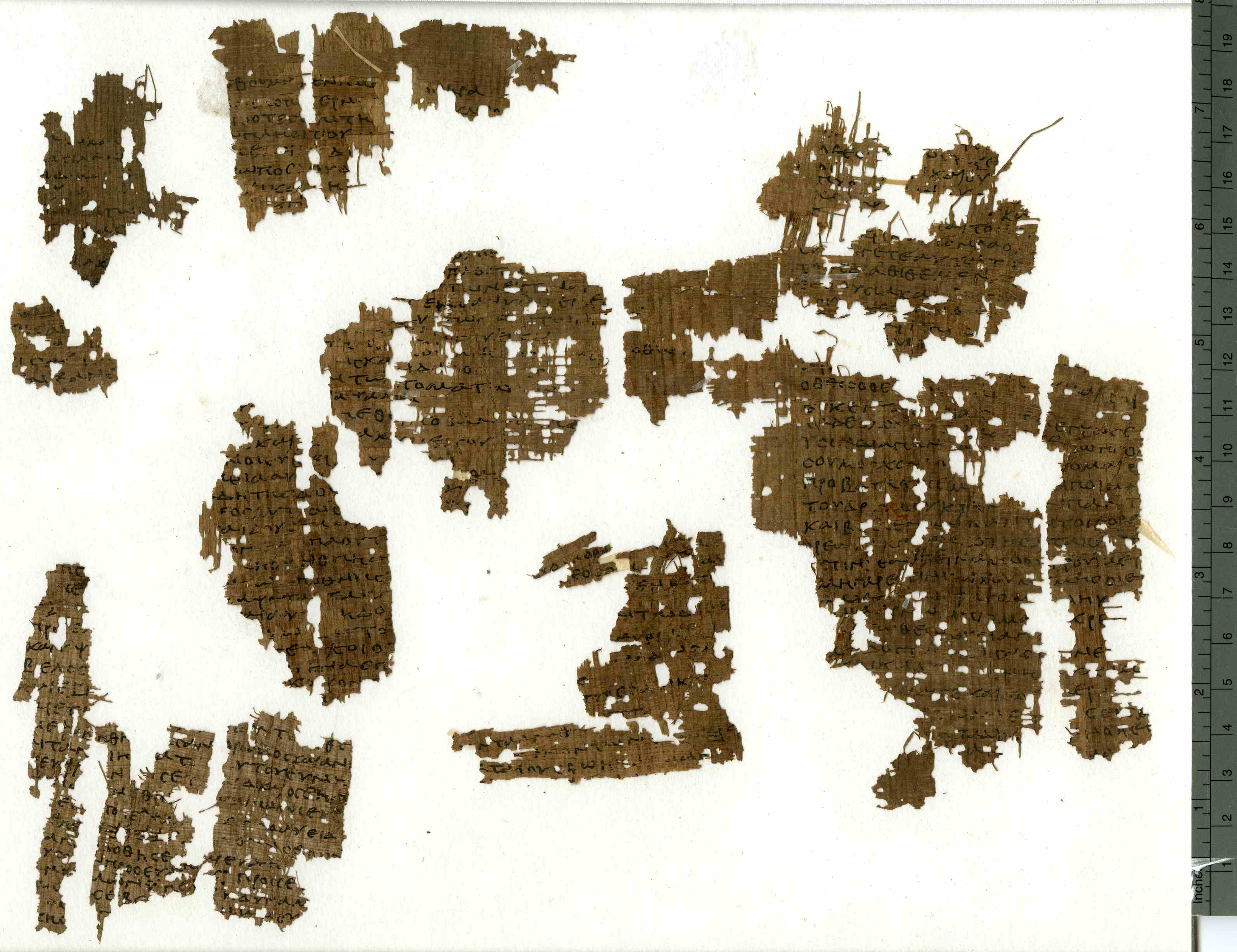
Оксиринський папірус 5101, найдавніша копія 45 псалому.

Серед християнських вчених існують протиріччя щодо того, про яку «річку» йдеться у 4 вірші псалому, потоки якої звеселяють місто Боже. Можливо, йдеться про:
- Річку Йордан. Однак, річка Йордан знаходиться на відстані 20 миль (32 км) на північний схід від Єрусалиму (якщо вважати, що «місто Боже» відповідає Єрусалиму). З цієї причини деякі вчені вважають таку можливість малоймовірною.
- Річку в Єрусалимі під час тисячолітнього правління Христа. Ця річка протікатиме під Єрусалимським храмом на схід від Мертвого моря, як описано в сорок сьомому розділі Книги пророка Єзекіїля.
- Річку в Єрусалимі після тисячолітнього правління Христа. Це річка, яка тече з Нового Єрусалиму, як описано у двадцять другому розділі новозавітної книги Об'явлення.

Припускають, що цей псалом пророкує час, коли згідно з християнським Писанням Ісус Христос повертається, щоб керувати світом з Єрусалиму протягом 1000 років.

## Текст
| Вірш | Гебрейська мова                                            | Давньогрецька мова (Септуаґінта)                                                                                  | Латинська мова (Вульгата)                                                                        | Українська мова (Переклад Хоменка)                                                                                    |
| ---- | ---------------------------------------------------------- | --- | ------------------------------------------------------------------------------------------------ | --- |
| 1    | לַֽמְנַצֵּ֥חַ לִבְנֵי־קֹ֑רַח עַל־עֲלָמ֥וֹת שִֽׁיר                                | Εἰς τὸ τέλος· ὑπὲρ τῶν υἱῶν Κορε, ὑπὲρ τῶν κρυφίων ψαλμός.                                                        | In finem, filiis Core, pro arcanis. Psalmus.                                                     | Провідникові хору. Синів Кораха. На мелодію «Дівиці». Пісня.                                                          |
| 2    | אֱלֹהִ֣ים לָ֖נוּ מַֽחֲסֶ֣ה וָעֹ֑ז עֶזְרָ֥ה בְ֜צָר֗וֹת נִמְצָ֥א מְאֹֽד                     | ῾Ο θεὸς ἡμῶν καταφυγὴ καὶ δύναμις, βοηθὸς ἐν θλίψεσιν ταῖς εὑρούσαις ἡμᾶς σφόδρα.                                 | [Deus noster refugium et virtus; adjutor in tribulationibus quæ invenerunt nos nimis.            | Бог нам прибіжище і сила; у нещастях з'явився з дужою допомогою.                                                      |
| 3    | עַל־כֵּ֣ן לֹא־נִ֖ירָא בְּהָמִ֣יר אָ֑רֶץ וּבְמ֥וֹט הָ֜רִ֗ים בְּלֵ֣ב יַמִּֽים                | διὰ τοῦτο οὐ φοβηθησόμεθα ἐν τῷ ταράσσεσθαι τὴν γῆν καὶ μετατίθεσθαι ὄρη ἐν καρδίαις θαλασσῶν.                    | Propterea non timebimus dum turbabitur terra, et transferentur montes in cor maris.              | Тим не злякаємось, хоч би й земля провалилась і гори захиталися серед моря.                                           |
| 4    | יֶֽהֱמ֣וּ יֶחְמְר֣וּ מֵימָ֑יו יִֽרְעֲשׁ֨וּ הָרִ֖ים בְּגַֽאֲוָת֣וֹ סֶֽלָה                     | ἤχησαν καὶ ἐταράχθησαν τὰ ὕδατα αὐτῶν, ἐταράχθησαν τὰ ὄρη ἐν τῇ κραταιότητι αὐτοῦ. διάψαλμα.                      | Sonuerunt, et turbatæ sunt aquæ eorum; conturbati sunt montes in fortitudine ejus.               | Нехай ревуть, бушують його води, хай дрижать гори від його обурення. (Господь сил з нами, Бог Якова — наша твердиня.) |
| 5    | הָ֗ר פְּלָגָ֗יו יְשַׂמְּח֥וּ עִיר־אֱלֹהִ֑ים קְ֜דֹ֗שׁ מִשְׁכְּנֵ֥י עֶלְיֽוֹן                   | τοῦ ποταμοῦ τὰ ὁρμήματα εὐφραίνουσιν τὴν πόλιν τοῦ θεοῦ· ἡγίασεν τὸ σκήνωμα αὐτοῦ ὁ ὕψιστος.                      | Fluminis impetus lætificat civitatem Dei: sanctificavit tabernaculum suum Altissimus.            | Ріка, — її відноги звеселяють місто Боже, святі Всевишнього чертоги.                                                  |
| 6    | אֱלֹהִ֣ים בְּ֖קִרְבָּהּ בַּל־תִּמּ֑וֹט יַעְזְּרֶ֥הָ אֱ֜לֹהִ֗ים לִפְנ֥וֹת בֹּֽקֶר                  | ὁ θεὸς ἐν μέσῳ αὐτῆς, οὐ σαλευθήσεται· βοηθήσει αὐτῇ ὁ θεὸς τὸ πρὸς πρωί.                                         | Deus in medio ejus, non commovebitur; adjuvabit eam Deus mane diluculo.                          | Бог серед нього, воно не похитнеться; Бог йому допоможе перед світанком.                                              |
| 7    | הָמ֣וּ ג֖וֹיִם מָ֣טוּ מַמְלָכ֑וֹת נָתַ֥ן בְּקוֹל֗וֹ תָּמ֥וּג אָֽרֶץ                     | ἐταράχθησαν ἔθνη, ἔκλιναν βασιλεῖαι· ἔδωκεν φωνὴν αὐτοῦ, ἐσαλεύθη ἡ γῆ.                                           | Conturbatæ sunt gentes, et inclinata sunt regna: dedit vocem suam, mota est terra.               | Захвилювалися народи, царства захитались; Господь загримів громом, земля задрижала.                                   |
| 8    | יְהֹוָ֣ה צְבָא֣וֹת עִמָּ֑נוּ מִשְׂגַּב־לָ֜֗נוּ אֱלֹהֵ֖י יַֽעֲקֹ֣ב סֶֽלָה                     | κύριος τῶν δυνάμεων μεθ᾽ ἡμῶν, ἀντιλήμπτωρ ἡμῶν ὁ θεὸς Ιακωβ. διάψαλμα.                                           | Dominus virtutum nobiscum; susceptor noster Deus Jacob.                                          | Господь сил з нами, Бог Якова — наша твердиня.                                                                        |
| 9    | לְכֽוּ־חֲ֖זוּ מִפְעֲל֣וֹת יְהֹוָ֑ה אֲשֶׁר־שָׂ֖ם שַׁמּ֣וֹת בָּאָֽרֶץ                       | δεῦτε ἴδετε τὰ ἔργα κυρίου, ἃ ἔθετο τέρατα ἐπὶ τῆς γῆς.                                                           | Venite, et videte opera Domini, quæ posuit prodigia super terram,                                | Ходіте, гляньте на діла Господні, які страхітливі речі він учинив на землі.                                           |
| 10   | מַשְׁבִּ֣ית מִלְחָמוֹת֘ עַד־קְצֵ֪ה הָ֫אָ֥רֶץ קֶ֣שֶׁת יְ֖שַׁבֵּר וְקִצֵּ֣ץ חֲנִ֑ית עֲ֜גָל֗וֹת יִשְׂרֹ֥ף בָּאֵֽשׁ | ἀνταναιρῶν πολέμους μέχρι τῶν περάτων τῆς γῆς τόξον συντρίψει καὶ συγκλάσει ὅπλον καὶ θυρεοὺς κατακαύσει ἐν πυρί. | auferens bella usque ad finem terræ. Arcum conteret, et confringet arma, et scuta comburet igni. | Він, що припиняє війни по край землі, що ломить лука, й торощить списи, і щити вогнем палить.                         |
| 11   | הַרְפּ֣וּ וּ֖דְעוּ כִּי־אָֽנֹכִ֣י אֱלֹהִ֑ים אָר֥וּם בַּ֜גּוֹיִ֗ם אָר֥וּם בָּאָֽרֶץ               | σχολάσατε καὶ γνῶτε ὅτι ἐγώ εἰμι ὁ θεός· ὑψωθήσομαι ἐν τοῖς ἔθνεσιν, ὑψωθήσομαι ἐν τῇ γῇ.                         | Vacate, et videte quoniam ego sum Deus; exaltabor in gentibus, et exaltabor in terra.            | Вгамуйтесь і пізнайте, що я — Бог, що я вознісся на землі між народами.                                               |
| 12   | יְהֹוָ֣ה צְבָא֣וֹת עִמָּ֑נוּ מִשְׂגַּב־לָֹ֜נוּ אֱלֹהֵ֖י יַֽעֲקֹ֣ב סֶֽלָה                     | κύριος τῶν δυνάμεων μεθ᾽ ἡμῶν, ἀντιλήμπτωρ ἡμῶν ὁ θεὸς Ιακωβ.                                                     | Dominus virtutum nobiscum; susceptor noster Deus Jacob.]                                         | Господь сил з нами, Бог Якова — наша твердиня.                                                                        |

## Використання

### Юдаїзм
Частини псалому вживаються у кількох єврейських молитвах. Вірш 2 на івриті є частиною мотилви «Селіхот». Вірш 8 читається на щоденній ранковій службі під час обряду жертви кадила, в песукей дезімрі та ува леціоні; також він читається в ува леціоні в ранковій службі шабату, в другій половині дня на свято Йом Тову, а також на вечірній службі моцай шабату. Вірш 12 є частиною церемонії «Гавдала». Єменські євреї включають його до складу Єхі-кеводу.
У «Siddur Avodas Yisroel» псалом 45 є псалом дня для шабат ва'ейри.
Псалом виголошується як молитва за закінчення всіх воєн.

### Католицька церква
Цей псалом традиційно декламувався або співався на утрені у вівторок після того, як близько 530 року святий Бенедикт Нурсійський встановив Статут Бенедикта, переважно щодо порядку псалмів. На сьогоднішній день псалом 45 співається чи декламується на вечірній п'ятниці першого тижня.

### Політика
Президент США Барак Обама цитував цей псалом у кількох промовах, зокрема, у поминальній промові за загиблими у стрілянині у м. Тусон і у своїй промові щодо 10-ї річниці терактів у Нью-Йорку 11 вересня.

## Використання у музиці

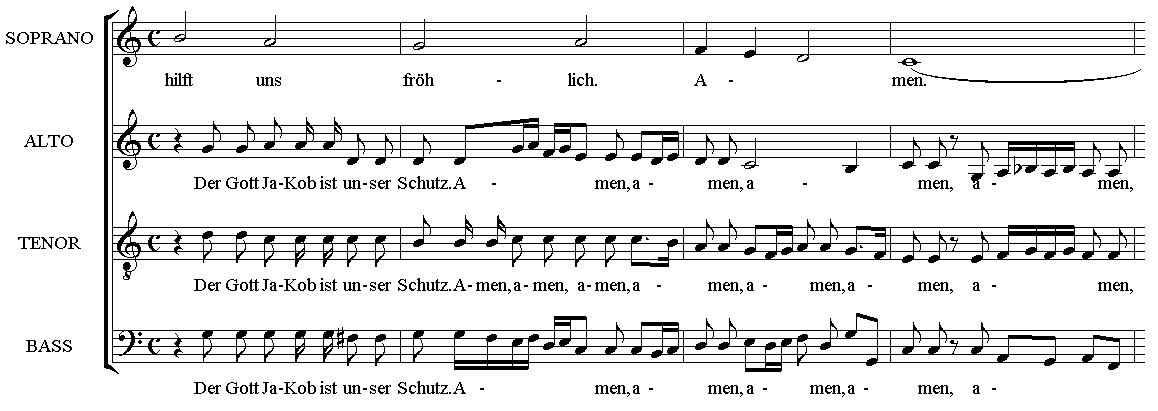
З мотета Йоганна Пахельбеля

Мартін Лютер написав і поклав на музику гімн, перефразувавши псалом 45, «Ein feste Burg ist unser Gott» («Наш Бог – могутня фортеця»). У своєму нарисі «Про історію релігії і філософії у Німеччині» Генріх Гейне назвав гімн Лютера «Марсельєзою Реформації». Він надихнув багатьох композиторів на велику кількість музичних творів, як релігійних, так і світських. Йоганн Себастьян Бах взяв за основу гімн Лютера для своєї хорової кантати «Ein feste Burg ist unser Gott, BWV 80». У XVII столітті Йоганн Пахельбель написав мотет на основі цього псалому — «Gott ist unser Zuversicht und Stärke». 1699 року Мішель-Річард Делаланд написав великий мотет на цей псалом. Жан Філіпп Рамо використав псалом для мотету «Deus noster refugium». Приблизно у 1690 році Марк Антуан Шарпантьє написав твір «Deus noster refugium» для солістів, хору, двох інструментів і баса, H 218.
У сучасній музиці християнський дует «Shane & Shane» адаптував псалом під пісню «Псалм 46 (Володар господарів)», яка з'явилася в їхньому альбомі 2016 року — «Psalms II».     